# Sistema galáctico de coordenadas
Sistema galáctico de coordenadas é um sistema de coordenadas celestes que tem como plano fundamental o plano do disco da Via Láctea, o qual é o círculo máximo que contém o centro galáctico e as partes mais densas da Via Láctea. É inclinado 63º em relação ao Equador Celeste.

## Características Gerais
A União Astronômica Internacional definiu o Sistema de Coordenadas Galáctico em referência ao Sistema equatorial de coordenadas em 1958. O pólo norte galáctico é definido com ascensão reta de 12h 49’, declinação de 27,4º e o zero de longitude é o grande semicírculo que se origina deste ponto ao longo da linha de 123º de ângulo em relação ao pólo equatorial. A longitude galáctica aumenta na mesma direção da ascensão reta. A latitude galáctica é positiva em direção ao pólo norte galáctico.
O ponto do céu em que a latitude e a longitude galáctica são zero é α = 17h 42’, δ = -28º 55’, este ponto denota o centro da galáxia ,no qual existe a fonte de rádio Sagitário A*, muito compacta e brilhante, que é uma boa indicação do centro da galáxia.
O Sol orbita o centro galáctico numa trajetória quase circular em sentido anti-horário (visto do pólo norte galáctico) a uma distância de 8 kpc e velocidade de 220 km/s o que resulta num período de translado de cerca de 225 milhões de anos.

### Coordenadas Galácticas
As coordenadas galácticas aproximam-se de um sistema de coordenadas centralizado na localização do Sol.Os símbolos l e b correspondem, respectivamente, a longitude galáctica e latitude galáctica.
As coordenadas galácticas são:
- Longitude galáctica: distância angular medida ao longo do plano galáctico, variando de 0º a 360º para o leste (sentido anti-horário, contrário ao do movimento diurno da esfera celeste), a partir da direção do centro galáctico, que fica em Sagitário.
- Latitude galáctica: distância angular medida perpendicularmente ao plano galáctico, variando de 0º a 90º para o norte e de 0º a -90º para o sul; medida entre o objeto e o plano galáctico com origem no Sol.

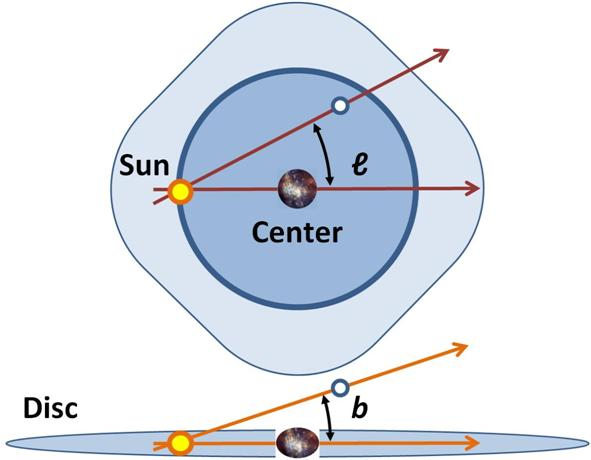
As coordenadas galácticas usam o Sol como vértice

As coordenadas do centro galáctico são:
- No sistema galáctico: l = 0, b = 0;
- No sistema equatorial celeste: α = 17h 42’, δ = -28º 55’.

## Aplicações
O Sistema de Coordenadas Galáctico é adequado para o estudo de objetos na Via Láctea e para qualquer outra atividade onde o círculo máximo utilizado seria o plano da Galáxia.